# Monotes engleri
Monotes engleri är en tvåhjärtbladig växtart som beskrevs av Ernest Friedrich Gilg. Monotes engleri ingår i släktet Monotes och familjen Dipterocarpaceae. Inga underarter finns listade i Catalogue of Life.